# 巴叙萨里
巴叙萨里（法語：Bassussarry，法語發音：[basysaʁi]）是法国大西洋比利牛斯省的一个市镇，位于该省西部，属于巴约讷区。

## 地理
巴叙萨里（43°26'44.4"N, 1°30'30.6"W）面积6.51 平方千米，位于法国新阿基坦大区大西洋比利牛斯省，该省份为法国东南部省份，涵盖了贝阿恩与北巴斯克，西临大西洋比斯開灣，北至朗德省，东北接热尔省，东临上比利牛斯省，南与西班牙接壤。
与巴叙萨里接壤的市镇（或旧市镇、城区）包括：于斯塔里茨、昂格莱特、阿尔康格、巴约讷、维勒弗朗克。
巴叙萨里的时区为UTC+01:00、UTC+02:00（夏令时）。

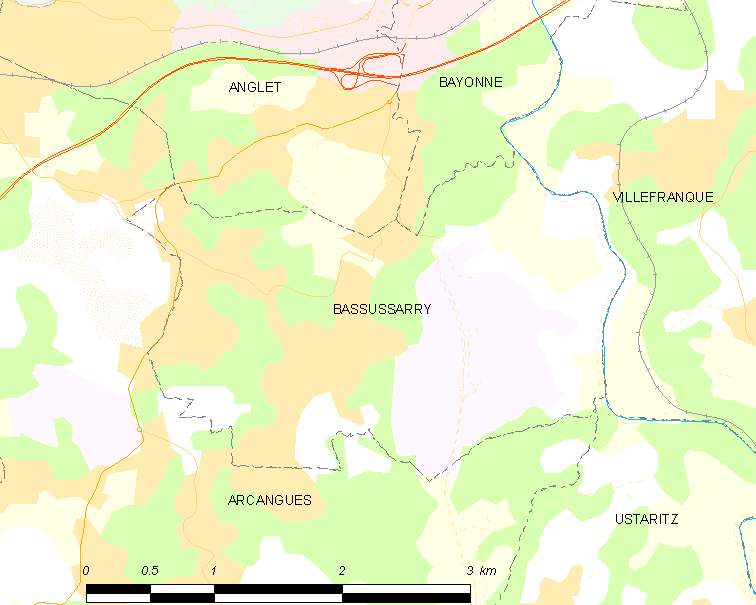
巴叙萨里的OSM定位图

## 行政
巴叙萨里的邮政编码为64200，INSEE市镇编码为64100。

## 政治
巴叙萨里所属的省级选区为于斯塔里茨-尼夫河与尼韦勒河谷县。

## 人口

1962-2008年间巴叙萨里人口变化图示

巴叙萨里于2022年1月1日时的人口数量为3317人。